# Saint-Aubin-sur-Gaillon
Saint-Aubin-sur-Gaillon är en kommun i departementet Eure i regionen Normandie i norra Frankrike. Kommunen ligger i kantonen Gaillon-Campagne som tillhör arrondissementet Les Andelys. År 2022 hade Saint-Aubin-sur-Gaillon 2 164 invånare.

## Befolkningsutveckling
Antalet invånare i kommunen Saint-Aubin-sur-Gaillon
Referens:INSEE